# Metalci
Metalci ili hevi metalci (eng:metalhead, metaller ili headbanger – onaj koji maše glavom), je popularan naziv za ljude koji slušaju hevi metal muziku i pripadaju hevi metal potkulturi.

## Ples
Neki pokreti tela su skoro univerzalni u metal kulturi, poput mahanja glavom (headbanging), skakanja sa bine (stage diving), plivanje po gomili (crowd surfing), šutke (moshing) i sviranja nevidljive gitare (air guitar). Takođe je prisutno i pravljenja šutke, kao i razni gestovi, poput pokazivanja rukom đavoljih rogova.

## Nošnja
Hevi metal nošnja ranih 1980-ih se uglavnom sastojala od teksas farmerki, kaubojki, crne majce i kožne jakne sa nitnama i prišivačima bendova. Duga kosa je bila skoro obavezna. 
1990-ih metalska moda se malo promenila, u skladu sa pojavom ekstremnijih pravaca metala, poput det metala, blek metala i grindkora, kao i pod uticajem grandža i gotika. Crna boja dolazi više do izražaja i crne teksas farmerke ili maskirne pantalone polako zamenjuju plavi teksas, koji sad predstavlja stil osamdesetih. Martinke uglavnom zamenjuju kaubojke, a umesto jakni sa prišivačima i nitnama, sve su više nose popularne jakne vijetnamke. 
Iako duga kosa i dalje ostaje nerazdvojan element hevi metal kulture, 1990-ih postaje prihvaćena i kratka kosa ili obrijana glava, najviše pod uticajem Metalike, Kerija Kinga iz Slejera i Filipa Anselma iz Pantere. Za razliku od metalaca 1980-ih koji se najčešće brijali, ili nosili brkove, 1990-ih brade postaju popularne, a posebno tzv. jareće bradice.